# 瑞替加滨

瑞替加滨（INN：Retigabine）或依佐加滨（USAN：Ezogabine）是一种由Valeant Pharmaceuticals和GlaxoSmithKline开发的抗惊厥药，并于2011年6月10日获得美国食品和药物管理局（FDA）批准，商品名为Potiga ，用作有治疗经验的成年患者部分性癫痫的辅助治疗。  瑞替加滨为钾通道开放剂，即通过激活大脑中特定的电压钾通道家族。   这种作用机制可以用在抗癫痫，并且可能有望用于治疗其他神经系统疾病，包括耳鸣、偏头痛和神经性疼痛。葛蘭素史克于 2017 年将瑞替加滨撤出临床使用。 

## 毒副作用
嗜睡、头晕、耳鸣和眩晕、意识混乱和言语不清 是最常见的不良反应。 不太常见的副作用包括震颤、记忆丧失、步态障碍和复视。 
2013年，FDA警告公众，Potiga（ezogabine）会导致皮肤变蓝和以视网膜色素变化为特征的眼睛异常。 FDA 目前不知道这些变化是否可逆。 FDA 正在与制造商合作收集和评估所有可用信息，以更好地了解这些事件。当获得更多信息时，FDA 将向公众通报最新情况。 精神症状和排尿困难也有报道，大多数病例发生在治疗的前两个月。  
II期试验中发现的不良反应主要影响中枢神经系统，并且似乎与剂量相关。

## 药物相互作用
瑞替加滨似乎与最常用的抗惊厥药没有药物相互作用。它可能会增加拉莫三嗪（Lamictal）的代谢，而苯妥英（Dilantin）和卡马西平（CBZ，Tegretol）会增加瑞替加滨的清除率。  
瑞替加滨和地高辛同时使用可能会增加后者的血清浓度。体外研究表明，瑞替加滨的主要代谢物充当P-糖蛋白抑制剂，因此可能增加地高辛的吸收并减少地高辛的消除。 

## 药理

### 作用机制
瑞替加滨 稳定开放的 Kv7.2/7.3 通道，而电压依赖性几乎没有变化。瑞替加滨的这种作用在浓度低于 10 微摩尔时即可观察到。 在同聚 Kv7.2 通道上观察到类似的效果。 
瑞替加滨作为神经元KCNQ / Kv7钾通道开放剂，其作用机制与任何现有抗惊厥药明显不同。   这种作用机制与化学性质相似的氟吡汀相似，氟吡汀主要因其镇痛特性而被使用。

术语“离子通道开放蛋白”是指沟道开启的电压依赖性向更负电势的转变。这意味着在瑞替加滨存在的情况下，KCNQ/Kv7 通道会以更负的电位打开。

### 药代动力学
瑞替加滨在肝脏中通过N-葡萄糖醛酸化和乙酰化代谢。细胞色素P450系统不参与。瑞替加滨及其代谢物几乎完全（84%）由肾脏排泄。  
单次口服后半小时至2小时内达到最大血浆浓度， 瑞替加滨吸收很快。它具有中等高的口服生物利用度（50-60%）、高分布容积（6.2 L/kg），终末半衰期为 8 至 11 小时。 由于瑞替加滨的半衰期短，因此需要每日三次给药。   

## 历史
在较新的抗惊厥药中，瑞替加滨是临床前研究最广泛的药物之一：在临床试验开始之前，它是 100 多项已发表研究的主题。在临床前测试中，发现它具有非常广泛的活性，对几乎所有使用的癫痫发作和癫痫动物模型都有效：瑞替加滨抑制由电击、杏仁核电点燃、戊四氮、红藻氨酸、 NMDA和印防己毒素。 研究人员希望这种广泛的活动也能转化为人类研究。 

### 临床试验
瑞替加滨被用于 399 名患有部分性癫痫发作且对其他抗癫痫药物治疗无效的受试者的治疗方案中，在一双盲、安慰剂对照的II 期临床试验中。接受瑞替加滨的参与者癫痫发作频率显着降低（减少 23% 至 35%），大约四分之一至三分之一的参与者癫痫发作频率降低超过 50%。较高剂量与较高的治疗反应相关。   
旨在评估瑞替加滨治疗带状疱疹后神经痛的安全性和有效性的II 期试验于 2009 年完成，但未能达到其主要终点。 Valeant 报告称初步结果“尚无定论”。 

### 监管审批
于2009年12月30日，美国FDA接受了Valeant的瑞替加滨新药申请 FDA 的神经系统药物咨询委员会于 2010 年 8 月 11 日召开会议，建议批准 Potiga 用于预期适应症（成人部分性癫痫发作的附加治疗）。  
然而，尿潴留作为不良反应的可能性被认为是一个重大问题，专家组成员建议采用某种监测策略来识别有膀胱功能障碍风险的患者。  Potiga 于 2010 年 6 月 10 日获得 FDA 批。 
2011 年 12 月，美国缉毒局(DEA) 将该物质列入《管制物质法》 (CSA) 附表 V，该物质属于滥用可能性相对较低的类别。该规定于 2011 年 12 月 15 日生效。 